# Russisch-Perzische Oorlog (1722-1723)
De Russisch-Perzische Oorlog van 1722 tot 1723, ook wel de Perzische campagne van Peter de Grote, was een oorlog tussen Rusland en Perzische Rijk onder de Safawieden. Rusland behaalde de overwinning, maar trok zich uiteindelijk weer terug uit Perzië.

## Voorgeschiedenis
In 1717, tijdens de Grote Noordse Oorlog, zond tsaar Peter de Grote Artemi Volynski naar Perzië. Hij kreeg opdracht om handelsbetrekkingen aan te knopen, maar ook om de Perzische militaire macht in te schatten en te onderzoeken of de Georgische en Armeense onderdanen van het Perzische Rijk Rusland zouden steunen tijdens een eventuele oorlog. De onderhandelingen leidden tot de oprichting van Russische consulaten in de hoofdstad Isfahan en de regio's Şirvan en Gilan. Gilan was een belangrijk centrum voor zijdeproductie en Peter de Grote hoopte dat de vestiging zou uitgroeien tot een Russische kolonie naar westers model.
Rusland sloot in 1721 vrede met Zweden, waarmee de Grote Noordse Oorlog tot een einde kwam en Russische troepen ingezet konden worden op andere fronten. Het Perzische Rijk werd tegelijkertijd verzwakt door de Afghaanse opstand onder leiding van Mir Mahmud Hotak. Om te voorkomen dat het Ottomaanse Rijk hiervan gebruik zou maken en de zuidkust van de Kaspische Zee zou bezetten, zette Rusland de aanval in.
De invasie werd formeel gerechtvaardigd door een aanval van bergstammen uit de Oostelijke Kaukasus op de stad Şamaxı in 1721. Hierbij waren een aantal Russische handelaren vermoord en werd voor een waarde van 500.000 roebel aan handelswaar gestolen.

## De Perzische campagne
In augustus trok tsaar Peter de Grote naar de Kaukasus aan het hoofd van een leger van 100.000 man. In september werd Derbent veroverd, maar vanwege ziektes en logistieke problemen stierven ongeveer 33.000 Russische soldaten. Om een confrontatie met het Ottomaanse leger, dat het westen van Perzië binnengetrokken was, te vermijden trok Peter zich terug en liet hij alleen enkele garnizoenen achter in het gebied. De Afghanen veroverden in oktober 1722 de hoofdstad Isfahan, waarna Sjah Soltan Hoseyn I aftrad ten gunste van Mahmud Hotaki. De oorspronkelijke troonopvolger Tahmasp II vluchtte naar Tabriz om te proberen de troon te heroveren. In 1723 veroverde het Russische leger de havenstad Bakoe en een deel van Gilan.

## De vredesverdragen
De op 12 september 1723 gesloten Vrede van Sint-Petersburg tussen de Russen en een afgezant van Tahmasp II beëindigde de oorlog. Hierin eiste Rusland de gehele zuidkust van de Kaspische Zee op, ondanks het feit dat de Russen dit gebied niet onder hun controle hadden. Tahmasp II weigerde het verdrag te aanvaarden, wat door de Russische autoriteiten werd genegeerd. Tussen Rusland en het Ottomaanse Rijk werd op 24 juni 1724 het Verdrag van Constantinopel gesloten, waarbij de twee rijken de noordwestelijke gebieden van Perzië onder elkaar verdeelden. Hierdoor werd een nieuwe Russisch-Turkse oorlog vermeden.

## Gevolgen
Na de dood van Peter de Grote in 1725 nam de Russische interesse in de veroverde gebieden af. Ziekten maakten veel slachtoffers onder de soldaten in het gebied. Een groot gedeelte van bevolking emigreerde, waar vooral de zijde-industrie onder te lijden had. Toen sjah Tahmasp II de Afghanen met behulp van de bekwame generaal Nader Sjah Afshar versloeg en het centrale gezag in Perzië herstelde, gaven de Russen de veroverde gebieden weer op. In 1732 en 1735 erkende Tsarina Anna het verlies van de provincies. Tijdens de regering van Catharina de Grote werd met een nieuwe oorlog weer geprobeerd om de Russische invloed in Perzië uit te breiden.